# Francesc Cubells i Florentí
Francesc Cubells i Florentí (Reus, 14 de setembre de 1881 - Tarragona, 9 de febrer de 1958) va ser periodista i comerciant.
Vinculat des de molt jove al Grup modernista de Reus, va participar en les revistes de la colla, Lo Lliri, Athenaeum, Foc Nou, El Pandemonium, Germinal i a altres publicacions reusenques: Lo Somatent, Revista del Centre de Lectura, Las Circunstancias, La República, El Consecuente, Diario de Reus, Heraldo de Reus, i altres. Dedicat activament al periodisme va dirigir Las Circunstancias i Reus a la seva ciutat i Minerva i Tarragona a la ciutat de Tarragona. Va fundar Reus Comercial, una revista dedicada a l'agricultura i al comerç. Va ser professor de comptabilitat a l'Escola Municipal d'Arts i Oficis de Reus l'any 1912, i després va fundar i dirigir l'Escola de Comerç de Reus.
Integrant de la Lliga Catalanista des dels seus inicis, es va desvincular de la política quan va entrar de funcionari al consistori reusenc el 1910. Fabricant de sabó per a perfumeria, la seva activitat el va portar a presidir la Cambra de Comerç, Indústria i Navegació de Tarragona. Soci de la societat recreativa "El Olimpo" va escriure'n una història amb motiu del 75è aniversari de la seva fundació, l'any 1933, publicada anònimament. Va ser cronista-arxiver municipal a l'Ajuntament de Reus durant la guerra civil. En la postguerra, l'ajuntament franquista li va encarregar un llibre, «Reus bajo el dominio rojo» que, acabat el 1940, no es va arribar a publicar.
Col·laborava assíduament a la revista Urbs, fundada per Guix Sugranyes el 1956 i els últims anys de la seva vida presidia l'Associació de la Premsa de Reus.